# キャッツ - オリジナル・サウンドトラック
『キャッツ - オリジナル・サウンドトラック』（Cats: Highlights from the Motion Picture Soundtrack）は、2019年の映画『キャッツ』のサウンドトラック・アルバムである。アルバムは2019年12月20日にポリドール・レコードとリパブリック・レコードより発売された。映画の曲はアンドルー・ロイド・ウェバーにより作曲された。2019年11月15日にテイラー・スウィフトによるリード・シングル「ビューティフル・ゴースト」が発売され、第77回ゴールデングローブ賞主題歌賞にノミネートされた。サウンドトラックにはジェイソン・デルーロ、ジェームズ・コーデン、イドリス・エルバ、イアン・マッケランなどが参加した。

## トラックリスト
クレジットはiTunes、Apple Music、Spotify、Tidal、Amazon Musicによる。
| 全作詞・作曲: 特記のない曲は全てアンドルー・ロイド・ウェバー作曲。 特記の無い曲はロイド・ウェバー、グレッグ・ウェルズ、トム・フーパー、デヴィッド・ウィルソンのプロデュース。 | | | |                                                                          |      |
| # | タイトル | 作詞 | 作曲・編曲 | パフォーマー                                                             | 時間 |
| 1. | 「オーバーチュア」 | 特記のない曲は全て アンドルー・ロイド・ウェバー 作曲。 特記の無い曲はロイド・ウェバー、 グレッグ・ウェルズ （ 英語版 ） 、 トム・フーパー 、デヴィッド・ウィルソンのプロデュース | 特記のない曲は全て アンドルー・ロイド・ウェバー 作曲。 特記の無い曲はロイド・ウェバー、 グレッグ・ウェルズ （ 英語版 ） 、 トム・フーパー 、デヴィッド・ウィルソンのプロデュース | ロイド・ウェバー                                                         | 1:38 |
| 2. | 「ジェリクルソングズ・フォー・ジェリクルキャッツ」                                                                          | 特記のない曲は全て アンドルー・ロイド・ウェバー 作曲。 特記の無い曲はロイド・ウェバー、 グレッグ・ウェルズ （ 英語版 ） 、 トム・フーパー 、デヴィッド・ウィルソンのプロデュース | 特記のない曲は全て アンドルー・ロイド・ウェバー 作曲。 特記の無い曲はロイド・ウェバー、 グレッグ・ウェルズ （ 英語版 ） 、 トム・フーパー 、デヴィッド・ウィルソンのプロデュース | キャスト・オブ・ザ・モーション・ピクチャー・キャッツ                     | 4:49 |
| 3. | 「ザ・オールド・ガンビーキャット」                                                                                          | 特記のない曲は全て アンドルー・ロイド・ウェバー 作曲。 特記の無い曲はロイド・ウェバー、 グレッグ・ウェルズ （ 英語版 ） 、 トム・フーパー 、デヴィッド・ウィルソンのプロデュース | 特記のない曲は全て アンドルー・ロイド・ウェバー 作曲。 特記の無い曲はロイド・ウェバー、 グレッグ・ウェルズ （ 英語版 ） 、 トム・フーパー 、デヴィッド・ウィルソンのプロデュース | レベル・ウィルソン ロビー・フェアチャイルド                              | 4:32 |
| 4. | 「ザ・ラム・タム・タガー」                                                                                                  | 特記のない曲は全て アンドルー・ロイド・ウェバー 作曲。 特記の無い曲はロイド・ウェバー、 グレッグ・ウェルズ （ 英語版 ） 、 トム・フーパー 、デヴィッド・ウィルソンのプロデュース | 特記のない曲は全て アンドルー・ロイド・ウェバー 作曲。 特記の無い曲はロイド・ウェバー、 グレッグ・ウェルズ （ 英語版 ） 、 トム・フーパー 、デヴィッド・ウィルソンのプロデュース | ジェイソン・デルーロ                                                     | 3:48 |
| 5. | 「バストファージョーンズ:ザ・キャット・アバウト・タウン」                                                                   | 特記のない曲は全て アンドルー・ロイド・ウェバー 作曲。 特記の無い曲はロイド・ウェバー、 グレッグ・ウェルズ （ 英語版 ） 、 トム・フーパー 、デヴィッド・ウィルソンのプロデュース | 特記のない曲は全て アンドルー・ロイド・ウェバー 作曲。 特記の無い曲はロイド・ウェバー、 グレッグ・ウェルズ （ 英語版 ） 、 トム・フーパー 、デヴィッド・ウィルソンのプロデュース | ジェームズ・コーデン デルーロ コリー・イングリッシュ イドリス・エルバ    | 3:42 |
| 6. | 「マンゴジェリー・アンド・ランペルティーザ」                                                                                | 特記のない曲は全て アンドルー・ロイド・ウェバー 作曲。 特記の無い曲はロイド・ウェバー、 グレッグ・ウェルズ （ 英語版 ） 、 トム・フーパー 、デヴィッド・ウィルソンのプロデュース | 特記のない曲は全て アンドルー・ロイド・ウェバー 作曲。 特記の無い曲はロイド・ウェバー、 グレッグ・ウェルズ （ 英語版 ） 、 トム・フーパー 、デヴィッド・ウィルソンのプロデュース | ロイド・ウェバー                                                         | 3:54 |
| 7. | 「オールドデュトロノミー」                                                                                                  | 特記のない曲は全て アンドルー・ロイド・ウェバー 作曲。 特記の無い曲はロイド・ウェバー、 グレッグ・ウェルズ （ 英語版 ） 、 トム・フーパー 、デヴィッド・ウィルソンのプロデュース | 特記のない曲は全て アンドルー・ロイド・ウェバー 作曲。 特記の無い曲はロイド・ウェバー、 グレッグ・ウェルズ （ 英語版 ） 、 トム・フーパー 、デヴィッド・ウィルソンのプロデュース | フェアチャイルド ジュディ・デンチ                                        | 3:08 |
| 8. | 「ビューティフル・ゴースト (ヴィクトリアズ・ソング)」(ライター: テイラー・スウィフト、ロイド・ウェバー)                     | 特記のない曲は全て アンドルー・ロイド・ウェバー 作曲。 特記の無い曲はロイド・ウェバー、 グレッグ・ウェルズ （ 英語版 ） 、 トム・フーパー 、デヴィッド・ウィルソンのプロデュース | 特記のない曲は全て アンドルー・ロイド・ウェバー 作曲。 特記の無い曲はロイド・ウェバー、 グレッグ・ウェルズ （ 英語版 ） 、 トム・フーパー 、デヴィッド・ウィルソンのプロデュース | フランチェスカ・ヘイワード                                               | 2:50 |
| 9. | 「マジカル・ガス」 | 特記のない曲は全て アンドルー・ロイド・ウェバー 作曲。 特記の無い曲はロイド・ウェバー、 グレッグ・ウェルズ （ 英語版 ） 、 トム・フーパー 、デヴィッド・ウィルソンのプロデュース | 特記のない曲は全て アンドルー・ロイド・ウェバー 作曲。 特記の無い曲はロイド・ウェバー、 グレッグ・ウェルズ （ 英語版 ） 、 トム・フーパー 、デヴィッド・ウィルソンのプロデュース | ロイド・ウェバー                                                         | 0:36 |
| 10. | 「ガス: ザ・シアターキャット」(ライター: ロイド・ウェバー、T・S・エリオット)                                                | 特記のない曲は全て アンドルー・ロイド・ウェバー 作曲。 特記の無い曲はロイド・ウェバー、 グレッグ・ウェルズ （ 英語版 ） 、 トム・フーパー 、デヴィッド・ウィルソンのプロデュース | 特記のない曲は全て アンドルー・ロイド・ウェバー 作曲。 特記の無い曲はロイド・ウェバー、 グレッグ・ウェルズ （ 英語版 ） 、 トム・フーパー 、デヴィッド・ウィルソンのプロデュース | イアン・マッケラン                                                       | 3:59 |
| 11. | 「スキンブルシャンクス: ザ・レイルウェイキャット」                                                                          | 特記のない曲は全て アンドルー・ロイド・ウェバー 作曲。 特記の無い曲はロイド・ウェバー、 グレッグ・ウェルズ （ 英語版 ） 、 トム・フーパー 、デヴィッド・ウィルソンのプロデュース | 特記のない曲は全て アンドルー・ロイド・ウェバー 作曲。 特記の無い曲はロイド・ウェバー、 グレッグ・ウェルズ （ 英語版 ） 、 トム・フーパー 、デヴィッド・ウィルソンのプロデュース | スティーヴン・マックレー フェアチャイルド                                | 4:00 |
| 12. | 「マキャヴィティ」(プロデューサー: ウェルズ、フーパー、ナイル・ロジャース、ウィルソン)                                      | 特記のない曲は全て アンドルー・ロイド・ウェバー 作曲。 特記の無い曲はロイド・ウェバー、 グレッグ・ウェルズ （ 英語版 ） 、 トム・フーパー 、デヴィッド・ウィルソンのプロデュース | 特記のない曲は全て アンドルー・ロイド・ウェバー 作曲。 特記の無い曲はロイド・ウェバー、 グレッグ・ウェルズ （ 英語版 ） 、 トム・フーパー 、デヴィッド・ウィルソンのプロデュース | テイラー・スウィフト エルバ                                              | 5:11 |
| 13. | 「ミスター・ミストフェリーズ」                                                                                              | 特記のない曲は全て アンドルー・ロイド・ウェバー 作曲。 特記の無い曲はロイド・ウェバー、 グレッグ・ウェルズ （ 英語版 ） 、 トム・フーパー 、デヴィッド・ウィルソンのプロデュース | 特記のない曲は全て アンドルー・ロイド・ウェバー 作曲。 特記の無い曲はロイド・ウェバー、 グレッグ・ウェルズ （ 英語版 ） 、 トム・フーパー 、デヴィッド・ウィルソンのプロデュース | ローリー・デヴィッドソン （ 英語版 ） フェアチャイルド デンチ ヘイワード | 4:41 |
| 14. | 「メモリー」 | 特記のない曲は全て アンドルー・ロイド・ウェバー 作曲。 特記の無い曲はロイド・ウェバー、 グレッグ・ウェルズ （ 英語版 ） 、 トム・フーパー 、デヴィッド・ウィルソンのプロデュース | 特記のない曲は全て アンドルー・ロイド・ウェバー 作曲。 特記の無い曲はロイド・ウェバー、 グレッグ・ウェルズ （ 英語版 ） 、 トム・フーパー 、デヴィッド・ウィルソンのプロデュース | ジェニファー・ハドソン ヘイワード                                        | 4:24 |
| 15. | 「ザ・アドレッシング・オブ・キャッツ」                                                                                      | 特記のない曲は全て アンドルー・ロイド・ウェバー 作曲。 特記の無い曲はロイド・ウェバー、 グレッグ・ウェルズ （ 英語版 ） 、 トム・フーパー 、デヴィッド・ウィルソンのプロデュース | 特記のない曲は全て アンドルー・ロイド・ウェバー 作曲。 特記の無い曲はロイド・ウェバー、 グレッグ・ウェルズ （ 英語版 ） 、 トム・フーパー 、デヴィッド・ウィルソンのプロデュース | デンチ                                                                   | 3:27 |
| 16. | 「ビューティフル・ゴースト」(ライター: スウィフト、ロイド・ウェバー) (プロデューサー: ウェルズ、フーパー、ロイド・ウェバー) | 特記のない曲は全て アンドルー・ロイド・ウェバー 作曲。 特記の無い曲はロイド・ウェバー、 グレッグ・ウェルズ （ 英語版 ） 、 トム・フーパー 、デヴィッド・ウィルソンのプロデュース | 特記のない曲は全て アンドルー・ロイド・ウェバー 作曲。 特記の無い曲はロイド・ウェバー、 グレッグ・ウェルズ （ 英語版 ） 、 トム・フーパー 、デヴィッド・ウィルソンのプロデュース | スウィフト                                                               | 4:21 |
| 合計時間: | 合計時間: | 合計時間: | 59:00 |                                                                          |      |

## チャート
| チャート (2019-2020)             | 最高 順位 |
| -------------------------------- | --------- |
| オーストラリア・アルバム (ARIA)  | 31        |
| スコットランド (OCC)             | 50        |
| UK アルバムズ (OCC)              | 44        |
| UK Soundtrack Albums (OCC)       | 3         |
| US Soundtrack Albums (Billboard) | 8         |